# Psilanteris nitidula
Psilanteris nitidula är en stekelart som beskrevs av Szabó 1966. Psilanteris nitidula ingår i släktet Psilanteris och familjen Scelionidae. Inga underarter finns listade i Catalogue of Life.